# Woodham Mortimer
Woodham Mortimer is een civil parish in het bestuurlijke gebied Maldon, in het Engelse graafschap Essex met 1829 inwoners. Het dorp werd voor het eerst opgenomen als "Wudeham" in c. 975. De naam is afgeleid van het oud Engels woorden "woedoe" (hout in het moderne Engels) en "ham" (huis of hoeve).
Er is een oorlogsmonument ter nagedachtenis aan de negen mensen uit het dorp die tijdens de wereldoorlogen.